# Rusty Goffe
Rusty Goffe (Kent, 30 de octubre de 1948) es un actor británico, reconocido por interpretar el papel de los Oompa-Loompa en el largometraje de 1971 Willy Wonka & the Chocolate Factory y a Jawa en Star Wars: Episodio IV - Una nueva esperanza.

## Carrera
Goffe nació en Herne Bay en el condado de Kent con una condición de enanismo. En 1971 realizó su primera aparición en el cine, interpretando el papel de un Oompa-Loompa en la película de 1971 Willy Wonka & the Chocolate Factory. Seis años después fue escogido para interpretar a Jawa en la película de George Lucas Star Wars: Episodio IV - Una nueva esperanza. También actuó en las películas de ficción Willow y Flash Gordon, además de interpretar el papel de Le Muff en la cinta History of the World Part I y a Goober en la serie infantil Stupid!
En 2002 Goffe protagonizó A Kitten for Hitler, película creada por Ken Russell en la que interpretó a un niño judío que es convertido en una lámpara por Adolf Hitler. También es notable por ser el rostro de Ginsters. En la década de 2010 registró algunas apariciones en la saga de películas de Harry Potter.

## Filmografía

### Cine
| Año  | Título                                             | Papel            | Notas     |
| ---- | -------------------------------------------------- | ---------------- | --------- |
| 1971 | Willy Wonka & the Chocolate Factory                | Oompa Loompa     |           |
| 1972 | Disciple of Death                                  | Vampiro          |           |
| 1977 | Star Wars: Episode IV - A New Hope                 | Kabe / Jawa      |           |
| 1980 | Flash Gordon                                       | Guardián Ming    |           |
| 1980 | Here Comes Channel 8                               |                  | Telefilme |
| 1988 | Willow                                             |                  |           |
| 1990 | Death in Venice                                    |                  | Telefilme |
| 1993 | U.F.O.                                             | Henry VIII       |           |
| 2001 | Harry Potter y la piedra filosofal                 | Duende del banco |           |
| 2004 | Harry Potter y el prisionero de Azkaban            |                  |           |
| 2007 | A Kitten for Hitler                                | Lenny            |           |
| 2007 | Fred Claus                                         | Frosty           |           |
| 2007 | Harry Potter y la Orden del Fénix                  |                  |           |
| 2008 | The Colour of Magic                                |                  |           |
| 2009 | Harry Potter y el misterio del príncipe            | Duende           |           |
| 2011 | Harry Potter y las reliquias de la Muerte: parte 2 | Duende del banco |           |
| 2016 | Spidarlings                                        | Alfred           |           |